# Hugues II de Bourgogne
Pour les articles homonymes, voir Hugues II et Hugues de Bourgogne.
Hugues II, dit le Pacifique, né vers 1085 et mort peu après le 6 février 1143, est duc de Bourgogne de 1103 à 1143.

## Famille
Il est le premier fils (mais non le premier enfant) du duc Eudes Ier Borrel (« Oddo ») et de Sybille de Bourgogne(aussi appelée Mahaut ou Mathilde) (vers 1065 - † ap. 1103), fille de Guillaume le Grand, comte palatin de Bourgogne.
Il a deux sœurs aînées et un frère puîné :
- Hélie (Electæ) de Bourgogne (1080/1083-28 février 1141). Elle se marie en premières noces en juin 1095, devenant la deuxième femme de Bertrand de Toulouse (1065-21 avril 1112), fils de Raymond IV « de Saint-Gilles » comte de Toulouse et de sa femme[note 1] de Provence. Régent pour son père à Toulouse à partir d'octobre 1096, quand ce dernier part pour la Palestine, Bertrand succède à son père en 1105 comme comte de Toulouse. Il conquiert Tripoli le 12 juin 1109, se déclarant alors Bertrand comte de Tripoli. Bertrand meurt en Palestine[ML 3].

Hélie se marie en secondes noces entre la fin 1112 et l'année 1115, devenant la seconde femme de Guillaume Ier « Talvas » (?-30 juin 1171) comte de Ponthieu, fils de Robert II comte d'Alençon et vicomte d'Arundel et de Shrewsbury, et de sa femme Agnès comtesse de Ponthieu (famille de Montgommery). Guillaume Ier est enterré à La Hoguette, Calvados, dans l'église abbatiale de Saint-André ;
- Fleurine de Bourgogne (?-1097). Selon Albert d'Aix, Fleurine, veuve du prince Philippe ("Philippensium principi"), accompagne l'expédition de "Danorum regis filius Sueno" ("le roi des Danes son fils") à travers l'Asie Mineure ; alors que l'expédition quitte Philomelum en route pour Pherna, elle est attaquée et Fleurine est tuée. Albert d'Aix ne mentionne pas ses fiançailles à Svend du Danemark, bien que des sources secondaires assument qu'elles ont eu lieu. Svend du Danemark est tué en même temps que Fleurine[ML 3] ;
- (Hugues II de Bourgogne) ;
- Henri de Bourgogne (1087-9 mars 1131). Moine à Citeaux, en 1103 il donne des serfs à Saint-Étienne de Dijon "pour l'âme de mon père Odonis" et avec le consentement de "fratre meo Henrico" ("mon frère Hugues"). Il est enterré à l'abbaye de Cîteaux[ML 3].

## Biographie
Il naît vers 1085. Il est élevé dans sa jeunesse par Dom Jarenton, un des plus grands hommes de son siècle nous dit la chronique en parlant de celui qui deviendra le 47e abbé de l'abbaye Saint-Bénigne de Dijon.
Juste avant le départ de son père Eudes Ier pour la Palestine fin 1100, ce dernier appointe Hugues régent de Bourgogne. Eudes Ier meurt le 23 mars 1103 ; Hugues II hérite du duché de Bourgogne.
En 1109 il combat sous la bannière du roi Louis VI le Gros contre Henri Ier d'Angleterre.

En 1124 il est en Champagne où il commande l'avant-garde contre Henri V, empereur germanique qui a envahi cette province,.
En dehors de ces deux épisodes qui se déroulent à l'extérieur de son duché, sous son règne ses états connaissent peu de conflits, d'où le surnom de Pacifique. Une autre marque de sa générosité est la grâce qu'il accorde à l'un de ses sujets condamné à mort pour l'avoir menacé et injurié.
Il donne des biens à l'abbaye Saint-Bénigne de Dijon ; la charte en est datée de 1102, ce qui est probablement une erreur puisqu'elle indique aussi que son père est (déjà) mort "in itinere Hierosolimitano" ("sur le chemin sacré") - à moins que la date de la mort du père soit erronée. Il fait également une donation de biens à Citeaux en 1119, et de terres situées à "Flagit et Verne" aux moines de Vergy Saint-Vincent à Messanges (Côte-d'Or).

## Mariage et enfants
Il épouse vers 1116 Mathilde de Mayenne fille de Gautier, seigneur de Mayenne et de Aline de Beaugency.
De ce mariage naissent :
- Clémence (1117 - † ?), deuxième femme de Geoffroy III de Donzy († 1187)[ML 1] ;
- Aigeline (Aline) (~1118 - † ap. 1167), mariée en 1130 à Hugues Ier de Vaudémont († 1155) ;
- Eudes II de Bourgogne (~1120 - † 26 ou 27 septembre 1162), duc de Bourgogne[ML 1] ;
- Hugues (1122 - † 1171) le Roux, seigneur du Châtelet-Chalon et de Meursault, par donation de son père qui a acheté Châtelet-Chalon à Savaric comte de Chalon ; seigneur de Navilly par sa seconde femme. Épouse en premières noces en 1149 Isabelle de Chalon (- 15 juin, avant 1166), fille de Guillaume Ier comte de Chalon ; (deux enfants : Sibylle, qui épouse Anséric IV de Montréal, sénéchal de Bourgogne, et Guillaume) ; en deuxièmes noces en 1166/1171 Marguerite de Navilly, veuve de Thibaut de la Roche, fille de Gauthier de Neublans seigneur de Navilly et de sa femme Mathilde de la Ferté [Châtillon-Dijon][ML 1] ;
- Robert (1122 ? - † 18 juillet 1140), évêque d'Autun[ML 1] ;
- Henri (? - † 1er mars 1170), seigneur de Flavigny, doyen de l’Église d'Autun en 1143, élu évêque d'Autun en 1148. Le 28 juin 1156 il fonde l'anniversaire de son frère Raymond avec une donation à l'abbaye de Grosbois. Il est enterré à l'abbaye de Cîteaux[ML 1] ;
- Raymond (1125 - † 28 juin 1156), comte de Grignon, seigneur de Vitteaux par donation de son père en 1143, seigneur de Montpensier par son mariage. Enterré à Citeaux[ML 1] ;
- Sibylle (1126 - † 19 septembre 1150), mariée en 1149 en tant que sa deuxième femme à Roger II († 1154), roi de Sicile. Morte à Salerne, enterrée au monastère de la Trinité de la Grotte à Tirreni[ML 1] ;
- Douce (Ducissa) (1128 - † ? ), dame de Saint-Julien. Mariée à Raymond de Grancey († ap. 1143)[ML 1] ;
- Aremburge (? - † v.1130/1132), religieuse au monastère de Larrey[ML 1] ;
- Gauthier (? - † 7 janvier 1180), archevêque de Besançon puis évêque de Langres. Mort à Lugny, enterré au monastère de Lugny, Côte d'Or)[ML 1] ;
- Mathilde (1135 - † av. le 29 septembre 1173), mariée le 25 février 1157 à Guillaume (Guilhem) VII, seigneur de Montpellier, enterré à l'abbaye de Grandselve[ML 1].